# بوگوجیاته
بوگوجیاته (به ایتالیایی: Buguggiate) یک کومونه در ایتالیا است که در استان وارزه واقع شده‌است.

## خصوصیات
بوگوجیاته ۲٫۶ کیلومترمربع مساحت و ۳٬۱۲۲ نفر جمعیت دارد و ۳۰۶ متر بالاتر از سطح دریا واقع شده‌است.